# 刘孝孙 (隋朝)
刘孝孙（?—?），广平（治今河北永年东）人，北齐至隋朝数学家，天文历算家。
北齐武平七年（576年）创制新历，未颁行。入隋朝，供职司天监。隋文帝开皇十四年（594年），校验证明《开皇历》错误甚多。而再议定新历，朝廷未采纳其说，遂悲愤而死。遗稿由张胄玄删订，开皇十七年（597年），颁行。刘孝孙著有《隋开皇历》一卷、《七曜杂术》二卷，题刘孝孙撰。据现宋本《张丘建算经》3卷，题唐算学博士，臣刘孝孙撰细草。